# ブライアン・スカームズ

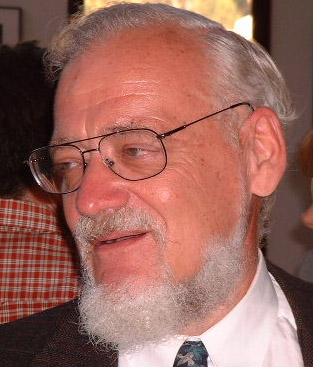
ブライアン・スカームズ

ブライアン・スカームズ（Brian Skyrms、1938年 - ）は、カリフォルニア大学アーバイン校で論理学、科学哲学、経済学を教える卓越教授、スタンフォード大学哲学教授。科学哲学、因果性、決定理論、ゲーム理論、確率の基礎における諸問題を扱う。最近では、社会規範の進化を進化ゲーム理論を用いて集中的に研究している。『Evolution of the Social Contract』と『The Stag Hunt』はどちらもこのテーマに関する研究書である。両者とも、進化ゲーム理論の議論や事例を用いており、それによって政治哲学、社会科学の哲学、言語哲学、生物学の哲学のトピックを論じている。
スカームズはアメリカ芸術科学アカデミーのフェローであり、国立科学アカデミーのフェローに選出された存命する二人の哲学者の一人である（もう一人はアラン・ギバード）。

## 著作
- Signals: Evolution, Learning, and Information, Oxford University Press 2010
- The Stag Hunt and the Evolution of Social Structure, Cambridge University Press 2004
- Evolution of the Social Contract, Cambridge University Press 1996
- The Dynamics of Rational Deliberation, Harvard University Press 1990
- Pragmatics and Empiricism, Yale University Press 1984
- Causal Necessity, Yale University Press 1980
- Choice and Chance: An Introduction to Inductive Logic, Dickenson 1966, 4th ed. Wadsworth 1999. (Translated into German as: Einführung in die induktive Logik, Lang 1989.)